# 天図軽便鉄路
天図軽便鉄路（てんとけいべんてつろ）は、満洲国吉林省和竜県（現：中華人民共和国吉林省延辺朝鮮族自治州竜井市）の開山屯駅から同省延吉県（現：竜井市）の老頭溝駅及び、分岐線として同省延吉県（現：延吉市）の朝陽川駅から延吉駅を連絡する路線を運営していた鉄道事業者、及びその路線。
鉱山開発に伴い敷設された山岳地帯の軽便鉄道であったが、「間島問題」という国境紛争の起こっている地域に敷設されたこと、また日本が敷設権を獲得していた「吉会鉄路」と経路が重複したこと、さらに日満連絡の第三ルートの一部となり得るという地勢的条件より重要視された路線である。

## 概要
路線名は「天宝山」山麓と豆満江＝「図們江」を連絡したことに由来する。実際の起点は路線名とは逆に豆満江側とされた。
本線は豆満江河岸の起点から山岳地帯を蛇行しながら西進、山麓部では南西に経路を変更し龍井村を経由、そこから山岳地帯を蛇行しながら北進、山麓で西に方角を変え朝陽川から老頭溝へ到達していた。支線は朝陽川から北東方向に設置され、平坦な平地を経由して終点の延吉へ至っていた。全体の線形は鍵の手形の本線から、ひげのように後ろ向きに支線が飛び出す形となっている。
沿線は山岳地帯が中心であり、曲線と急勾配が続く路線であった。特に起点から西進する山岳地帯の地勢は厳しく、路線平面図より途中に1か所ループ線が存在したことが確認されている。
なお開山屯駅へは、朝鮮側で営業していた姉妹会社の図們鉄道が越境して連絡線を敷設、接続していた。

### 路線データ
- 営業区間：開山屯 - 老頭溝・朝陽川 - 延吉
- 路線距離（営業キロ）：111.2km
- 軌間：762mm
- 駅数：13駅（起終点駅含む）
- 複線区間：なし（全線単線）
- 電化区間：なし

終点の老頭溝には炭鉱が存在し、当線はここで産出された石炭の輸送を行うとともに、機関車の燃料として使用していた。

## 歴史

### 間島協約と吉会鉄路
詳しくは間島や白頭山も参照のこと
本線自身は山岳地帯の軽便鉄道に過ぎないが、間島地域を巡る国境紛争及びそれに付随する外交問題が強く影響している。
間島は中国大陸と朝鮮半島の境界に位置し、有史以来中国と朝鮮との間で帰属変更を繰り返す地域であった。また一部期間を除き中国大陸を統一した王朝でなく、北方諸民族による地方政権の支配地となっていたため、しばしば朝鮮側との間で紛争となっていた。
清朝が成立すると間島は清朝の版図とされ満洲族の故地として保護、1644年には「封禁令」を出し他民族の立ち入りや開墾を厳禁した。
しかし実際には事実上の国境とされた豆満江を越えて、朝鮮側の農民による進出が相次いだ。清朝は1712年に李氏朝鮮と協議、分水嶺に境界標を立て国境を確定した。その後も朝鮮側からの密入国は続いていたが、両国の間では大きな問題として認識されることはなかった。
だが清末の1881年、清朝が間島の開発を推進すべく方針を転換し封禁令を解除すると、境界標の解釈を巡り再び国境問題が再燃し（間島問題）、両国間の協議が続けられることとなった。
日露戦争後に朝鮮半島への影響を日本が強め、1905年に朝鮮を保護国とすると、間島問題は日清間で協議されることとなった。日本側は利権拡大を目指し朝鮮民族が居住している事実をもって朝鮮領土とすることを主張したが清朝は強く反発、結局1909年、間島の領有権は清国に帰属するが、各種権益を日本が保有するという内容の「間島協約」が締結された。
間島協約で規定された利権の中には鉄道利権も含まれ、その一つに吉林から国境を越えて朝鮮の会寧を結ぶ「吉会鉄路」の建設があった。これは満州と朝鮮を結ぶ連絡路線として、長春と吉林を連絡する「吉長鉄路」の延長線とする方式で構想されていたものである。
また同時期にロシアに対抗すべく国際貿易港として整備が進められていた日本海側の清津と会寧を連絡していた人力軽便鉄道であった清会軽便鉄道を、蒸気動力を採用し間島の中心地である局子街（延吉）まで延伸する計画も立案されていた。
それまで間島地域の交通網整備が遅れていたことから日本の商品の流通が阻害されていたばかりか、北満洲に関しても品目によってはロシア領内のウラジオストクを経由することを余儀なくされていたが、日露戦争の結果、日本が日本海の海上物流において主導権を掌握、また清津港の整備も行われたことにより、鉄道を間島地区まで敷設し吉会鉄路と連結することで沿線の経済振興を図り、ロシア勢力下に置かれていた北満州での経済的優位性を確保できることから、政府は計画に対しては調査中と回答したが計画自体には賛同した。
2年後の1911年7月、日本政府による現地調査が行われ「吉林会寧間鉄道線路踏査報告書」が提出されると、鉄道敷設計画はより具体化され、敦賀-清津間を定期船で連絡し、清津-会寧間の鉄道と吉会鉄路を活用することで日本・朝鮮・満洲を連絡する具体的な構想が立案された。
こうした状況下で吉会鉄路予定線上に建設されたのが、天図軽便鉄路である。

### 計画と建設開始
当線の計画は、1916年11月10日に間島地域と会寧在住の日本人により「間島軽便鉄道建設期成会」を結成されたことに始まる。これは吉会鉄路建設が現地で猛烈な反対運動により建設が停滞していたことから、自ら間島地域の産業開発・地域振興を実施すべきとの意向により立案され、当初の計画では清会軽便鉄道が改修された後、不要になった鉄道資材を転用して龍井村-会寧間に鉄道を敷設するというものであった。
計画の具体化には延吉県の天宝山で銀・銅鉱山を経営していた「天宝山銀銅鉱」が主導的な役割を果たしている。天宝山銀銅鉱は東京を本社とする拓殖会社・南満洲太興の子会社として日中合弁で設立された鉱山会社で、当時の中国の法律では鉱業権を有する事業者は鉄道の敷設権を有すると規定されていたため、その附帯事業として12月1日に鉄道敷設を推進した。
しかし天宝山銀銅鉱の申請は、1916年12月10日に中華民国交通部により却下された。天宝山銀銅鉱が表面上は日中合弁であるが実際には日本が実権を有する会社であった点、そのように日本が実権を有する会社が鉄道を敷設することに対し官民双方の不信感が強い点、また鉱山会社が鉄道を独占することは好ましくない点を理由に吉林省の長官が拒絶したためである。また測量と用地買収に着手した時点で反対運動が激化し、発砲事件や放火未遂事件まで発生するなど不穏化、許可されたとしても実際の建設は不可能な状態となっていた。
中華民国交通部は鉄道建設を許可する条件として、鉱山経営と鉄道経営を分離することを要求したため、南満洲太興は附帯事業方式を撤回、日中合弁での鉄道会社設立を目指した。これにより1917年12月21日、中華民国政府により推薦された吉林省督軍署顧問・文禄と南満洲太興社長・飯田延太郎の間で契約が行われ改めて交通部に鉄道敷設を申請。これに対し将来必要があれば中華民国政府が鉄道を買収するなどの追加条項が付帯され認可、1918年3月16日に「天図軽便鉄路」が誕生した。日中合弁ではあるが実際には日本側が主導権を握っており、上層部は当線を吉会鉄路の一部としてのちのち買収させようとも考えていた。
敷設工事に着手するに際しては計画の見直しを行い、当初の計画では、天宝山から会寧までは直線とされていたが、工事が困難であることが判明したため、路線を満州側と朝鮮側に越境する経路とした。国境越境路線となったためそれぞれで別個に鉄道敷設を行う必要が生まれ、朝鮮側の鉄道は、のちに「図們鉄道」という姉妹会社になっている。
さらに初期計画では人力を予定していたが、石炭・鉱石などの輸送が目的であるため、輸送力の強化を図る必要が生じ、蒸気機関車への動力変更が行われた。
このような計画変更の末、天宝山麓から豆満江河岸へ至る軽便鉄道の工事の準備が整えられつつあった。

### 日中の駆け引きと反対運動
そこに1919年12月、吉林省長官より計画停止が命令され、翌年6月8日には未着工のままの鉄道を接収するとの通達が出された。
この事件には日本政府の間島政策が深く関与している。「間島協約」により日本側は吉会鉄路の権益を入手したが、それに対する反対が相次ぎ1919年には北京で反対暴動が発生するなど鉄道建設に着手できない状況が続いていた。そこで計画線上に日本人が主導して計画された天図軽便鉄路が吉会鉄道が敷設できない場合の保険として注目され、日本政府による融資を行うなどの支援策を実施していた。
この日本政府の方針に中華民国政府は反発、交通部長の曾毓雋は天図軽便鉄路は吉会鉄路と同一であると断言、会社設立時に必要時に接収するとした規定を利用し利権全体の回収を図ったのである。日本政府は交通部長の買収工作などを行ったが、中華民国による利権回収計画は交通部長の失脚によって失敗している。
日本側ではその後、吉会鉄路と天図軽便鉄路の建設優先順位で協議が行われた。1920年10月には馬賊による琿春の日本領事館襲撃に対抗して日本軍の間島出兵が行われたが、外務省はこれを理由として天図軽便鉄路敷設を推進、一方南満洲鉄道は吉会鉄路建設交渉を推進、一方天図軽便鉄路の建設も推進され意見の集約化は困難を極めた。
日本政府は結局天図軽便鉄路と吉会鉄路の両案を平行して推進することを決定、天図軽便鉄路建設に関しては1921年7月、中華民国政府が着工許可を行わない場合は関係者の引揚げ及び損害賠償要求を行う内容の通達を行うと共に、各種政治工作により日本側の意向が反映されるかと思われた。
しかし吉林省政府は省内に駐屯する軍責任者が反対し、また地元民による反対運動も発生していると計画実行に難色を示した。これに対抗すべく1921年8月18日に交通部長との間で協約を締結、着工を推進し既成事実化することで吉林省政府の事後承認を獲得する方針を定めた。
だが同年10月、吉林省の軍責任者・孫烈臣は吉会鉄路建設を優先し、天図軽便鉄路の消滅を公言、翌1922年1月には延吉の農会・商務会・教育会や学生による大規模な反対集会が開かれ、2月からは中国側の警官や軍人までもが妨害活動に参加するようになり、4月29日には吉林省自身も議会で反対決議を可決した。
4月30日、延吉の師範学校や高等小学校の生徒によるデモが発生、建設賛成派の家を打ち壊す事件が発生、また別の師範学校の教師たちが、徒歩で山越えをして龍井村までデモを行った。さらに5月1日には、これらの学生が人数を増やしてデモを行い、再び賛成派の家の打ち壊しを行った後、集会を開こうとした。この集会は政府が外交手段により押さえつけたものの、これ以降反対運動が過激化していくこととなった。
また測量が実施された時期が収穫期であったことから農民の反発を受け、測量用の杭が引き抜かれる事件も多発した。7月22日には、測量により農地を荒らされることに激怒した民衆2000人余りが日本との徹底闘争を唱えて延吉に集結、県長官との交渉を申し入れた。7月27日には反対運動は吉林に飛び火、2000人余りが集会を開き日本との徹底闘争が決議されている。
反対運動の激化により吉林省代理長官は8月6日に工事中止命令を出したが、天図軽便鉄路は8月10日に着工を強行。これに反発した地元警官が工事現場において作業者を威嚇する事件が発生、8月13日にも警官が銃で作業者を殴打し、更に銃口を向けるなどの妨害活動が頻発した。
一方龍井村近郊の東盛湧では、4月から反対運動を行っていた学生たちが8月12日に地主の参加を呼びかけ人数をさらに増やして集会を開き、8月16日にも同様の集会が地元及び近郷近在の住民によって行われるなど延吉では連日デモが行われるようになった。
工事現場での地元警官の工事妨害は激化し、9月5日には工事中止に応じなかった現場責任者を銃で殴打した上、作業者数十人を逮捕し、命令をきくよう脅迫。結局作業者たちは解放されたが、他の作業者が逃亡し工事が中止される事態となった。
次いで9月7日に東盛湧で住民が闘争を決議、武器や棍棒を携えて工事妨害や工事現場の杭を引き抜くという実力行使に出た。9月20日には延吉でも住民が闘争を決議、県政府への請願が行われるなど、天図軽便鉄路は建設工事再開の目途がたたない状況に置かれることとなった。
事態を重視した日本政府も吉林省側の態度を軟化させようと交渉を続けた。1922年11月8日に中国側に対し大幅に譲歩し、会社代表権・用地管理権・警察権を有す職位の任命権を中華民国側が保有すること、経理処理も中華民国の通貨を使用すること、実際に払い込みをせずとも中華民国に株主の資格を与えるとした条件を提示、翌1923年2月1日に天図軽便鉄路は吉林省との合弁会社に改編された。
日本側の大幅な譲歩により、4月22日には病死した中国人作業者の遺族が柩を工事現場に搬入して座り込みを行い、騒動に乗じたほかの中国人作業者が日本人監督を殴打する事件が発生、6月には間島地域の郵便局が抗議の意思表示として日本円での切手販売を禁止、更に日本人警察官には大量購入を拒否するなどの事件は発生したが、抗議運動はほぼ沈静化し工事は再開されることとなった。

### 開業
建設段階で日中両政府の外交交渉と大規模反対運動により停滞していた天図軽便鉄路の工事は順調に進み、1923年10月14日に第一期線とされた地坊（のちの図們江岸→開山屯） - 龍井村間が開通した。
第二期線は第一期線の開業を待たずに8月に着工、翌1924年11月1日に龍井村 - 老頭溝・朝陽川 - 局子街（のちの延吉）間が開業、計画線全線が完成した。
鉄道の開通により間島地域の交通状況は大幅な改善を見た。まず起点となった地坊の豆満江対岸に既に開通していた図們鉄道、そしてそれと連絡する朝鮮鉄道清会線（のちの朝鮮総督府鉄道咸鏡本線）と連結されたことで、不完全ではあるが満洲と朝鮮の新たな連絡線が完成したこととなった。また清会線の終点は日本海側の清津であったことから、この経路は日本海を経由する第三の日満連絡ルートとして活用できる可能性も有していた。
なお当初、朝満国境となっている豆満江については、中国側との交渉が難航し連絡船により連絡されていたが、1927年11月15日には架橋工事が完了し、鉄道が連結されている。

### 営業不振と経営改革失敗
困難の後に開業した天図軽便鉄路であるが、営業成績は姉妹会社の図們鉄道が好成績であったことと対照的に不振を極めた。収入は安定していたが支出はそれを上回る財務状況が続き、1928年頃からは大幅な減収となり累積赤字が膨張した。
その理由としては牛車や馬車による輸送に対抗できなかったことにある。鉄道開通以前から間島地域と朝鮮の間は牛車や馬車による物資輸送が行われていたが、鉄道建設に反対した延吉の人々が、道路の整備や輸送力の増強、更に輸送時間が同一の場合は馬車の使用を義務づけるなどの対抗策を行ったことが大きく影響している。
本来は蒸気機関車を使用した鉄道の輸送力が牛車や馬車に劣ることは考えられないが、天図軽便鉄路では赤字解消のために蒸気機関車を酷使したことにより輸送力が低下し減収、また機関車の修理費用捻出のために従業員への賃金不払いが発生し現場の士気が下がることで更に輸送力が低下、それを補完するために機関車の酷使を行うという悪循環が発生していた。
更には路線維持費用の膨張、脱線事故や人身事故の頻発による処理費用の増大も大きな負担となっていた。当線の経路は1911年の吉会鉄路調査の際に「建設費は抑制できるが安全性と維持管理費に問題がある」と指摘がなされており、初期投資を惜しんだことが招いた結果であった。
また経理処理を中華民国側の通貨建てとしたことも悪影響を与えた。当時は軍閥が割拠し貨幣制度にも統一性を欠如し、清代の秤量貨幣である「銀錠」や銀貨以外に、中華民国初期の銀貨、軍閥の作った銀行や省営銀行や民間銀行の発行した紙幣、日本や朝鮮などの外国の金貨や銀貨が流通していた。
天図軽便鉄路では奉天軍閥発行の銀本位通貨である「哈爾浜大洋票」を北満における標準通貨であるという理由で採用したが、1925年以降下落を続け、最終的には価値を失ったことも財務状況の悪化に大きな影響を与えた。
1927年3月、天図軽便鉄路は経営再建のため経営陣の更迭、運転部門での日本人技術者採用、人員整理、経理の銀建から金建への変更という改革案を提示した。
しかし協定通りになったのは経営陣の更迭・日本人技術者採用のみで、整理すべき人員は逆に増加、また経理通貨の銀建から金建への変更は実行できなかった。改革案は経営陣の交替に留まり、赤字体質の要因を除去することに失敗、事態はより悪化することとなった。

### 吉会鉄路経路問題との関わり
財務赤字と累積債務の増加、自浄努力の出来ない経営状況を深刻視したのは、間島地域の利権確保の戦略的意義を認めていた日本政府であった。
当時、吉会鉄路の一部として建設された吉長鉄路に連絡するため1926年に吉林-敦化間の「吉敦鉄路」が着工、敦化-図們間の「敦図鉄路」が完成すれば全線開通する段階となっており、その後は吉敦鉄路を延長するのか、それとも天図軽便鉄路を延長するのかという問題を抱えていた。同一地域の連絡となるが、前者は南満州鉄道が建設主体になるのに対し、後者は天図軽便鉄路が建設主体になるという違いがあった。
両線は建設主体以外にも経路問題も有していた。日本海連絡線として天図軽便鉄路全体を活用して清津に至る南廻り経路と、一部を使用して羅津に至る北廻り経路が検討されていたのである。
延長問題については、1926年2月、天図軽便鉄路は延長案を提出、外務省の賛同を得たが、10月に朝鮮総督府鉄道局より吉敦鉄路延長案が提唱されている。南満州鉄道は、この問題が他線の敷設交渉に影響することを危惧し、また日本側が強い影響力を有する天図軽便鉄路延長案に賛成の意思を示した。
しかし天図軽便鉄路の赤字問題が浮上すると外務省が方針を転換、1927年に外務省は赤字体質を改善できない鉄道会社に延伸計画を委任することはできない、逆に南満州鉄道に委任すれば天図軽便鉄路自身の救済にもなると、吉敦鉄路延長案の採用を決定した。南満州鉄道も外務省の方針に同調、中国側も責任者である張作霖が吉敦鉄路延長案を支持したことから、同じく吉敦鉄路延長案を支持した。
経路問題については、南満州鉄道は数度にわたる調査を行い、1926年に北廻り経路の採用を決定した。しかし外務省は南廻り経路も完全に放棄するのでなく、経営危機の状況を改善する目的もあり天図軽便鉄路に改軌させることで対応することを主張したが、この際には延伸問題の解決が優先されこれ以上の進展はなかった。
1928年5月、吉敦鉄路延長案を前提に中国側との建設請負契約が成立、計画はまとまるかと思われたが、翌月に発生した張作霖爆殺事件により交渉は白紙化された。
再交渉を余儀なくされた日本政府は、同年9月には「天図鉄道に関する会議」が2回開催され、外務省・大蔵省・内閣拓殖局・朝鮮総督府・陸軍・海軍・南満州鉄道・東洋拓殖の各代表者が出席している。
会議では内閣拓殖局が南満洲鉄道と協議の上作成された建設案が提示された。これは吉敦鉄路延長案を採用し南満洲鉄道による建設とする。経路問題に関しては南廻り経路を採用し、その経路上に当たる天図軽便鉄路本線は南満洲鉄道から資金援助を受け改軌。また日中合弁形式を維持するが、日本側の権利は南満洲太興から南満洲鉄道が継承するとした。
これは計画を全て南満州鉄道に委託することで、延長問題、経路問題、さらには天図軽便鉄路の負債問題の解決を一気に図ったものである。南廻り経路の採用も北廻り経路が採用されれば沿線住民に動揺と失望が広がり、負債回収の手間になると考えてのことであった。
南満洲鉄道自身は本来北廻り経路を強く主張しており、中国側も同様であったことから南廻り経路が採用されたことには大きな不安を訴えた、また中国側が日中合弁を嫌悪していたことを理解していたためこの案にはかなり懸念を示した。しかし最終的には具体的内容は南満洲鉄道と中国当局との協議状況に従い最終的には閣議で決定する方針が確認され会議は終了した。

### 国営化と終焉
会議の結果を受け天図軽便鉄路は南満洲太興から離脱し、南満洲鉄道の子会社となった。その後は敦図鉄路の工事であったが、1928年から猛烈な建設反対運動が数年にわたり続き工事は停止状態となった。
1931年に満洲事変が発生、1932年3月1日に満洲国が建国されたことで状況は一変する。5月の閣議で経路問題については南北両方のルートを採用すること、その敷設資金は南満洲鉄道が調達し最終的には満州洲営とすること、天図軽便鉄路の債権は南満洲鉄道が直接持つことが決定された。これにより、結果的に吉会鉄路問題は正式に吉敦鉄路延長案が採用されることとなり、経路問題も南北両立が正式決定された。これにより天図軽便鉄路は間島権益確保における重要な地位を喪失することとなった。
1933年2月9日、満洲国政府は国内の鉄道のうち、奉天軍閥から継承した路線及び日本が利権を有する路線を接収、「満洲国有鉄道」を成立させた。天図軽便鉄路も国営化されることとなったが、国鉄線の一部とはならず、国営企業の形態が残され経営権のみが3月1日に南満洲鉄道に委託された。
一方、敦図鉄路は京図線と改称され延長工事を開始、5月15日に全線開通し吉会鉄路が完成した。この路線は南北二つあった経路のうち北廻り経路に相当するものであり、事実上の新線建設であったため、重複する天図軽便鉄路本線の老頭溝-朝陽川間及び支線の朝陽川-延吉間が廃止となり、朝陽川駅が国鉄線の駅に統合された。
1934年4月1日には朝陽川を起点とする南廻り経路が朝開線として新規開業、これにより天図軽便鉄路の朝陽川 - 開山屯間が廃止され、天図軽便鉄路は全線が廃止されることとなった。
その後の日本海経由の日満連絡経路は北廻り経路が主流となり、元天図軽便鉄路の半分以上を占める南廻り経路は主要輸送から外されることとなった。

### 年表
- 1916年11月10日 - 「間島軽便鉄道建設期成会」、軽便鉄道敷設を計画。
- 1916年12月1日 - 「天宝山銀銅鉱」、間島軽便鉄道建設期成会の敷設計画を附帯事業として行うことを決定。
- 1916年12月10日 - 中華民国交通部により申請却下。
- 1917年12月21日 - 日中合弁の別会社創設立のため、南満洲太興と中国の間で合弁契約成立。
- 1918年3月16日 - 「天図軽便鉄路」設立。計画の見直し開始。
- 1919年12月 - 吉林省より計画停止の命令下る。
- 1920年6月8日 - 吉林省、当線接収を通告。のち撤回。
- 1921年8月18日 - 反対勢力押さえ込みのため、中華民国交通部長と着工の協約を締結。
- 1922年1月 - 延吉の農会・商務会・教育会や学生ら、建設反対集会を行う。以後翌年まで警察や兵士なども交えた抗議集会・工事阻止運動・脅迫行為相次ぐ。
- 1922年4月29日 - 吉林省議会、反対決議を可決。
- 1922年8月6日 - 吉林省、反対運動の激烈さに中止命令を出す。
- 1922年8月10日 - 中止命令を無視し着工。
- 1922年9月5日 - 工事現場で中国側警官による傷害事件発生。工事一時中止。
- 1922年11月8日 - 会社を吉林省との合弁会社とする契約締結。
- 1923年2月1日 - 吉林省との合弁会社に改組。
- 1923年10月14日 - 地坊（のちの図們江岸→開山屯）-龍井村間開業。
- 1924年11月1日に龍井村-老頭溝・朝陽川-局子街（のちの延吉）間開業。
- 1926年 - この頃より吉会鉄路経路問題議論され始める。
- 1927年3月 - 赤字対策のために経営改革を行う。
- 1927年11月15日 - 豆満江橋梁完成、図們鉄道からの連絡線接続。
- 1928年5月 - 吉会鉄路経路問題、吉敦鉄路延長案を前提に建設請負契約成立。
- 1928年9月 - 「天図鉄道に関する会議」2回開催。当線の日本側権利の南満洲太興から南満州鉄道への移転が決定。
- 1932年5月 - 閣議で当線の国営化決定。
- 1933年2月9日 - 満洲国政府により国営化。
- 1933年3月1日 - 南満洲鉄道に経営委託。
- 1933年5月15日 - 国鉄京図線開通により本線・老頭溝 - 朝陽川間、支線・朝陽川 - 延吉間廃止。朝陽川駅は国鉄線の駅に統合。
- 1934年4月1日 - 国鉄朝開線開通により朝陽川 - 開山屯間廃止。全線廃止。

## 駅一覧
1933年5月15日の国鉄京図線開通による部分廃止前のものを示す。
本線
開山屯駅 - 懐慶街駅 - 石門子駅 - 八道河子駅 - 榛柴溝駅 - 長在村駅 - 東盛湧駅 - 龍井駅 - 馬鞍山駅 - 朝陽川駅 - 銅仏寺駅 - 老頭溝駅
支線
朝陽川駅 - 延吉駅
起点の開山屯駅は開業時は「地坊」、のちに「図們江岸」を名乗っており、「開山屯」への改称は国有企業となった後のことである。また龍井駅は元は「龍井村」と称し、延吉駅も初期は「局子街」を称していた。
東盛湧駅は元は長在村駅の位置にあったが、1923年10月14日に老頭溝寄りに移転し、旧駅が「長在村」と改称した。

## 接続路線
- 開山屯駅：図們鉄道
- 朝陽川駅：満洲国有鉄道京図線（部分廃止以降）

## ダイヤ・運賃
日本の勢力が及ぶ地域に敷設され、また相応の営業距離を有していたため内地の時刻表にも運行時刻の掲載があった。ただし確認されているのは1931年までで、それ以降のダイヤ・運賃については不明である。
龍井村まで開業した1923年10月のダイヤでは1日2往復で、地坊6時50分・12時30分発、龍井村6時30分・12時05分発であった。図們鉄道との接続を取ってダイヤが組まれていたという。所要時間は4時間で、距離が60キロほどしかないことを考えると随分遅いものであった。運賃は二等級制で中国・日本どちらの通貨を用いてもよいとされており、二等が中国通貨の場合1元7角5分・日本通貨の場合1円85銭、一等が中国通貨の場合2元6角5分・日本通貨の場合2円80銭であった。
全通後の1927年1月には列車数がやや増え、本線は1往復が全線直通、1往復が龍井村折り返し、1往復が朝陽川折り返し、1往復が龍井村 - 老頭溝間の区間運転として運転されている。全線直通は図們江岸発11時30分・老頭溝発8時40分、龍井村折り返しは図們江岸発8時・龍井村発14時55分、朝陽川折り返しは図們江岸発15時10分・朝陽川発6時28分、龍井村 - 老頭溝間の区間運転が龍井村発8時30分・老頭溝発15時30分であった。所要時間は全線6時間であった。支線は全て線内折り返しで、朝陽川を通る列車に接続してダイヤが組まれており、朝陽川発9時50分・16時50分・19時53分、延吉発5時50分・9時・16時であった。所要時間は25分である。運賃は本線全線が3元5分、支線全線が3角となっている。等級制が維持されていたかは不明である。
1929年5月には本線の列車数は変わらないが、朝陽川折り返しの列車が龍井村折り返しとなった。これにより全線直通は図們江岸発9時53分・老頭溝発9時29分、龍井村折り返しが図們江岸発発6時54分と15時40分・龍井村発7時55分と15時35分、龍井村 - 老頭溝間の区間運転が龍井村発8時45分・老頭溝発14時52分であった。運賃は前と変わっていない。これも等級制が維持されていたかは不明である。

## 車両
当線の車両については、他の満洲の私鉄同様不明の点が多いが、機関車については以下のものが使用されていたことが確認されている。
1号 - 5号
姉妹会社の図們鉄道と共同購入した機関車で、1922年にアメリカのH.K.ポーターで製造されたC形タンク機関車である。当線の主力機関車として投入されたもので、タンクはサイドタンクとリアタンクの併用、弁装置はワルシャート式弁装置を採用していた。
6号・7号
姉妹会社の図們鉄道と共同購入した機関車で、1919年にアメリカのバルカン・アイアン・ワークスで製造されたB形タンク機関車である。番号は大きいが1号 - 5号より投入は早く、当線の建設時に既に入線していた。タンクはサドルタンク、弁装置は旧式のスチーブンソン式弁装置を用いていた。小さな機関車であることから、入換用に用いられたと考えられている。
8号 - 13号
当社が単独で購入した機関車で、1923年にアメリカのボールドウィンで製造されたC形タンク機関車である。タンクはサイドタンクとリアタンクの併用、弁装置はワルシャート式弁装置を採用と、1号 - 5号と極めてよく似た車両であった。なお12号機の写真が残されており、これによると車体には機関室に社紋、リアタンク部分に社号、そしてサイドタンクに社名が大きく書かれていた。
14号・15号
豆満江橋梁完成により図們鉄道と連絡するに際し増備された機関車で、1927年にH.K.ポーターで製造されたC形タンク機関車である。番号は離れているが、実質的に1号 - 5号の増備車で、全く同じ仕様であった。
この他の車両については、1925年には客車が35両、有蓋貨車が104両、無蓋貨車が100両、石炭車が30両在籍していた。この両数は1933年の時点でも変わっておらず、事故が多かった割に廃車を出していないということになる。なお客車の等級別両数については不明である。

## 天図軽便鉄路についての文献
当線は上述の通り、戦前の間島における日中・日朝外交史と切り離せない存在であるため、外交史や近代史の面から研究文献がいくつも存在する。以下、代表的なものを挙げる。
- 金静美『中国東北部における抗日朝鮮・中国民衆史序説』
1992年に現代企画室より刊行された本で、朝鮮・中国側の視点から日本の満洲進出を論じており、その中に当線に対する現地住民の反応、なかんずく建設反対運動について極めて詳細な記述が行われている。資料が極めて豊富であり、他の論文には見られない細かな情報が掲載されている。
- 芳井研一『環日本海地域社会の変容』
2000年に青木書店より刊行された本で、第四章が当線の研究に割かれている。まず清津の開港から説き始め、時系列を追って吉会鉄路と当線の関係、日中間の外交交渉過程を追っている。また建設反対運動にも一部触れている。
- 黒瀬郁二「両大戦間期の天図軽便鉄道と日中外交」
『近代中国東北地域史研究の新視角』（山川出版社刊・2005年）所収。当線の建設から国営化までを追ったもので、それまでの研究があまり触れることのなかった当線の収支や経営改革に触れるなど、外交史・近代史の論文としてだけでなく鉄道史の論文としても読むことができる。